# 무인궤도교통

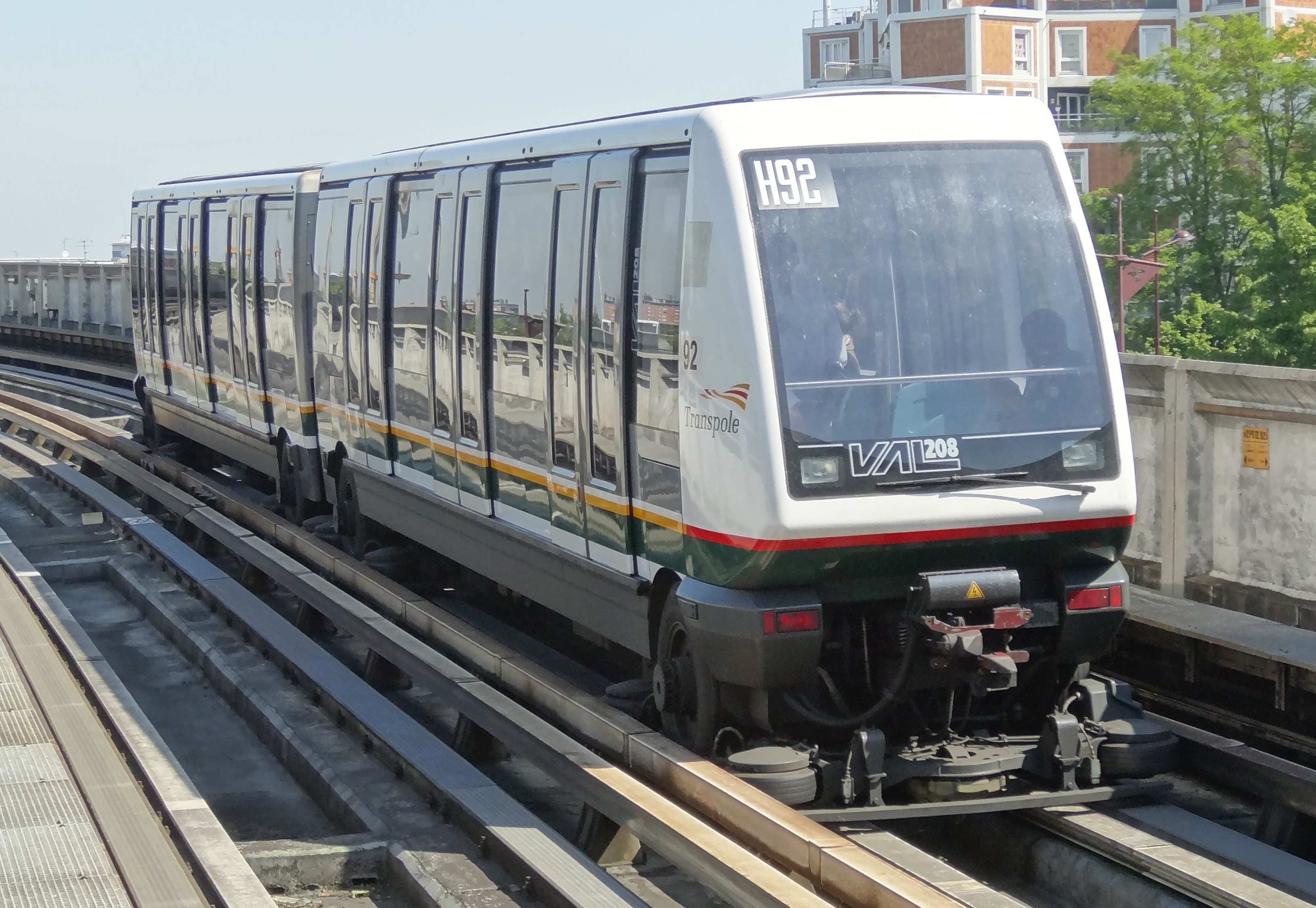
릴 메트로의 Val 208

무인궤도교통(無人軌道交通, 영어: Automated guideway transit, AGT)은 전용 궤도 위를 주행하는 자동화된 무인 운전 교통 시스템이다. 차량은 고무 타이어를 장착하는 장륜식이 일반적이지만, 철 바퀴 식과 자기 부상도 포함된다. 궤도는 일반적으로 노면과 차량의 유도를 이끌어 낸다. 고정된 노선 시스템의 사례에서는 철도 노선과 동일하다. 여러 노선을 갖는 시스템에서는 소경 바퀴가 안내 도로를 주행하고 기존 자동차처럼 조향 장치를 갖춘다.
AGT는 대규모 공항에서 흔히 볼 수 있는 운송 장비로, 밴쿠버의 스카이트레인과 같은 대량 수송의 복잡한 시스템까지 다양한 시스템을 망라한다. Automated People Mover (APM)라는 어휘도 자주 사용되지만 실제로는 자동화된 사례가 많기 때문에 희소하다. Group Rapid Transit (GRT)으로 알려진 PRT와 대형 시스템의 특성을 겸비한 20인승 규모의 더 큰 차량도 있다.

## 같이 보기
- 자동 열차 운전 장치
- 유도버스
- 고무타이어 지하철